# Mine de Wujek
 (mars 2025).
Pour les articles homonymes, voir Wujek.
La mine de Wujek est une mine souterraine de charbon située à Katowice en Pologne.

## Histoire
9 mineurs sont tués lors de la grève de 1981 par les ZOMO, les forces anti-émeutes du régime communiste.